# Sascha Diemer
Sascha Diemer (* 25. Februar 1976) ist ein deutscher Snookerspieler, der ab Mitte der 1990er-Jahre drei deutsche Snooker-Meisterschaften für sich entscheiden konnte.

## Karriere
Anfang der 1990er-Jahre begann der aus München kommende Diemer, unter Anleitung von Mike Henson auf der deutschen Amateurtour teilzunehmen und erreichte während der Saison 1992/93 bei zahlreichen Turnieren die letzten Runden. Zwei Turniere konnte er auch gewinnen, bei drei weiteren unterlag er erst im Finale. Zugleich erreichte er 1993 das Halbfinale der deutschen Snooker-Meisterschaft des DSKV. 1994 wurde er zum Profiturnier European League eingeladen, wo er in der Abschlusstabelle der Gruppenphase trotz eines Sieges über Mario Wehrmann den letzten Platz belegte. Nachdem er kurze Zeit später bei einem Event der WPBSA Minor Tour im Viertelfinale gegen den späteren Turniersieger Jamie Woodman verloren hatte, erreichte er Ende desselben Jahres das Finale der deutschen DSKV-Meisterschaft und siegte dort mit 4:0 gegen Michael Heeger. 1997 erreichte er beim selben Turnier erneut das Finale und besiegte diesmal mit 5:2 Hans-Joachim Meyer. Bei der Meisterschaft 1998, die erst im Januar 1999 ausgetragen wurde und die letzte DSKV-Meisterschaft war, erreichte er nochmals das Finale, unterlag aber Mike Henson.
In den Jahren zuvor hatte er fernab des Einzel-Wettbewerbs auch bei anderen Disziplinen der DSKV-Meisterschaft Erfolg. So gewann er zusammen mit Karl-Heinz Beggel 1993 die Doppel-Meisterschaft, die er 1998 zusammen mit Mike Henson nochmals gewann. 1994 gewann er zudem als Teil der Breakers München die Mannschaftsmeisterschaft. 1999 nahm er schließlich erstmals an der Europameisterschaft teil, schied aber mit drei Siegen aus sechs Spielen in der Gruppenphase aus. Ein Jahr später nahm er erstmals an der deutschen Meisterschaft der DBU teil und unterlag in der zweiten Runde Hans-Joachim Meyer. Ein Jahr später erreichte er aber unter anderem mit einem Sieg über Thomas Hein das Finale und gewann dort gegen Lasse Münstermann seinen dritten Meistertitel. 2004 nahm er am Grand Prix Fürth teil und schied im Viertelfinale aus. In den folgenden Jahren nahm er noch an verschiedenen Einzel-Turnieren teil, darunter die Fürth German Open 2006 sowie Turniere der deutschen Amateurtour. 2006 gewann er dabei ein solches Turnier.
Zudem war Diemer auch im Mannschaftssektor aktiv und nahm als Spieler des 1. Münchner SC, bei dem er auch als Trainer arbeitete, an der 1. Bundesliga Snooker 2009/10 teil, wo er sowohl mit seiner Mannschaft auf der Abschlusstabelle als auch als Einzelspieler auf der entsprechenden Rangliste Platz 3 belegte. In der nächsten Spielzeit belegte sein Verein Platz 5, während Diemer hinter Sascha Lippe den zweiten Platz der Einzelwertung belegte. Doch auch wenn Diemer in der Saison 2011/12 erneut auf der Einzelwertung Platz 2 und sein Verein auf der Tabelle ebenfalls Rang 2 einnahm, zog sein Verein die Mannschaft in die 2. Bundesliga Snooker zurück. Deshalb spielte er in der nächsten Saison für den aufgestiegenen Snooker Club Neu-Ulm, der auf der Abschlusstabelle Rang 5 belegte, während Diemer lediglich auf Rang 14 der Einzeltabelle rangierte. Nachdem sein neuer Verein seine Mannschaft jedoch vom Ligabetrieb abgemeldet hatte, spielte Diemer fortan für BV Fortuna Straubing.

## Erfolge (Auswahl)
| Ausgang         | Jahr | Turnier                                          | Finalgegner        | Ergebnis |
| --------------- | ---- | ------------------------------------------------ | ------------------ | -------- |
| Amateurturniere |      |                                                  |                    |          |
| Sieger          | 1992 | German Open Snooker Ranking - Event 9 - 1 Star   | Peter Sterzer      | 3:1      |
| Sieger          | 1992 | German Open Snooker Ranking - Event 20 - 2 Stars | Norbert Eckstein   | 3:1      |
| Zweiter         | 1992 | German Open Snooker Ranking - Event 22 - 1 Star  | Mike Henson        | 1:3      |
| Zweiter         | 1992 | German Open Snooker Ranking - Event 25 - 1 Star  | Chris Melis        | 2:3      |
| Zweiter         | 1993 | German Open Snooker Ranking - Event 12 - 1 Star  | Peter Sterzer      | 2:3      |
| Sieger          | 1994 | Deutsche Snooker-Meisterschaft (DSKV)            | Michael Heeger     | 4:0      |
| Sieger          | 1997 | Deutsche Snooker-Meisterschaft (DSKV)            | Hans-Joachim Meyer | 5:2      |
| Zweiter         | 1998 | Deutsche Snooker-Meisterschaft (DSKV)            | Mike Henson        | 5:0      |
| Sieger          | 2001 | Deutsche Snooker-Meisterschaft (DBU)             | Lasse Münstermann  | 4:2      |
| Sieger          | 2006 | German Grand Prix - Event 1                      | Thomas May         | 3:1      |